# Manoir du Cosquer (Grand-Champ)
Pour l’article homonyme, voir Manoir du Cosquer.
Le manoir du Cosquer est situé à Grand-Champ en France.

## Localisation
Le manoir est situé sur le territoire de la commune de Grand-Champ, au lieu-dit le Cosquer, dans le département du Morbihan en région Bretagne.

## Description
Le manoir date du XVIIe siècle. Édifice construit en moellons de granite et de schiste. Toiture à longs pans recouverte d'ardoises et de chaume, pignon découvert.

## Historique
Manoir du XVIIe siècle. Blason non identifié (semblable à l'un des blasons du manoir de Kerméno). Logis très remanié aux XIXe et XXe siècles.
Il est inscrit à l'inventaire général du patrimoine culturel en 1986.